# 勝又悠
勝又 悠（かつまたゆう、1981年7月18日 - ）は、日本の映画監督。浅井企画業務提携。

## 来歴・人物
神奈川県南足柄市出身。日本ジャーナリスト専門学校卒業。
監督作品のほぼ全てが女子高生などティーンエイジを題材にした作品である。
- 2007年に『青空夜空に星空』が第4回エディロールビデオフェスティバル・総合グランプリ受賞（審査委員長・大林宣彦）したのを皮切りに、『春風桜色』『夏音風鈴』、『39ra☆愛キュン』などが長岡アジア映画祭、小田原映画祭、小津安二郎記念蓼科高原映画祭・短編映画コンクール、山形国際ムービーフェスティバル、ゆうばり国際ファンタスティック映画祭、東京ネットムービーフェスティバルといった全国各地映画祭で入賞や上映となる。
- 特に2008年からはニッポンコネクション2008（ドイツ）、Japan cut（アメリカ）、香港アジア映画祭（香港）、オーバーハウゼン国際短編映画祭（ドイツ）、Asian Hot Shots Berlin（ドイツ）といった世界各地の映画祭での作品の招待、入賞など今後期待の若手映画監督である。
- 2010年に新作「はい!もしもし、大塚薬局ですが」（主演：円城寺あや、小林香菜（AKB48））を完成させ、ゆうばり国際ファンタスティック映画祭2010オフシアターコンペティション部門で上映された後、ドイツ・ニッポンコネクション2010、カナダ・shinsedai映画祭2010、イギリス・レインダンス映画祭にて、公式招待作品に選ばれる。国内では2011年春に劇場公開。
- 短篇映画「キミ/ハミング/コーヒー」が第32回ぴあフィルムフェスティバルにて総数527作品からの16作品に入選になる。（翌年「オードリー」で連続入選）
- 撮影地を故郷の南足柄にこだわり、発表した作品のほぼすべてが南足柄ロケを敢行している。（一部ロケ含む）
- 「はい!もしもし、大塚薬局ですが」公開記念トークショーにて映画監督石井裕也からの「女子高生を描き続ける意味は？」との問いに、「頭の中に10代の女子が住んでいて、彼女が勝手に描いてしまう」と答えた（はい！もしもし、大塚薬局ですが公式ブログ4月17日の記事参照）
- 2015年、故郷である神奈川県南足柄市のふるさと大使に就任。任期は永年。

## 主な監督・脚本作品

### 長篇映画
- はい!もしもし、大塚薬局ですが（2010年）
- オードリー（2011年）
- See You（2012年）
- 月が綺麗ですね（2013年）
- いつかの、玄関たちと、（2014年）
- 太陽の夜(2018年)(藍坊主「群青映画化プロジェクト」にて制作)
- 私たちは、(2019年)

### 短篇映画
- 七夕哀歌（2004年）
- 青空夜空に星空（2005年）(勝又悠短編集DVD「小田急足柄線」収録)
- 春風桜色（2005年）
- 小田急内山線（2006年）(勝又悠短編集DVD「小田急足柄線」収録)
- 夏音風鈴（2006年）
- 39ra☆愛キュン（2007年） (勝又悠短編集DVD「小田急足柄線」収録)
- キミ/ハミング/コーヒー（2009年）(勝又悠短編集DVD「小田急足柄線」収録)
- ツンDE-Re:my heart（2009年）(「はい!もしもし、大塚薬局ですが」スピンオフ作品)
- 繋ぐ、四月、（2010年）(勝又悠短編集DVD「小田急足柄線」収録)
- 愛すVS無（2010年）(勝又悠短編集DVD「小田急足柄線」収録)
- ショートヘアーワルツ（2012年）
- It's a small world（2012年）
- 制服哲学（2012年）
- 大雄山線に乗って（2013年）
- 放課後たち『Do you think about me?』（2013年）
- ワールドオブザ体育館（2014年）
- Only 4 You『ゆらい、ほしぼし、笑うまで』（2015年） - 4人の監督によるオムニバス[1]。
- 何の話をしているの？(2016年)

### ドキュメンタリー映画
- 琉球 at the bord walk（2007年）
- 靡く、我々（2015年）(石原プロモーション製作舞台『希望のホシ』」プロモーション作品)（2015年）

### 演劇作品
- 夜を、徘徊。(脚本・演出)  2018年10月10日-14日　大塚萬劇場
- 13月の女の子(脚本・演出) 2019年6月28日-7月7日　シアターモリエール
- 海を視る、(脚本・演出) 2019年8月20日-23日　文化シヤッターBXホール

## ミュージッククリップ
- LEGONIC TRAP「夢の絆」（2004年）
- LEGONIC TRAP「STRAIGHT STORY」（2004年）
- LEGONIC TRAP「ON YOUR MARK」（2004年）
- 内海利勝（元CAROL）「Rock'in Boogie」（2007年）
- Volta masters「Just in love」（2008年）
- THE ARIAKHAN「夢列車」（2008年）
- NO NAME BAND「マジラブ」（2008年）
- MIC BANK「情熱の楽園」（2009年）
- NO NAME BAND「夢のカケラ」（2012年）
- 藍坊主「魔法以上が宿ってゆく」(2015年)
- さくら学院「キラメキの雫」(2015年)
- CLOW「スクロール」(2016年)
- 藍坊主「群青」(2017年)
- 藍坊主「ブラッドオレンジ」(2017年)
- CLOW「さいごの航海」(2018年)
- NORM「月の屋台」(2019年)

## DVD作品
- +plus「answer」（2009年）
- 第2回 RAGGA CUP GRAND CHAMPIONSHIP（2009年）